# Повстання в Темиртау (1959)
Повстання в Темиртау — масові заворушення та страйк, що відбувались 1—4 серпня 1959 року під час будівництва металургійного комбінату (Казахстанської Магнітки) в місті Темиртау.

## Передумови
Наприкінці 1950-их років до Казахстану на будівництво міста Темиртау почали прибувати сотні людей за комсомольськими путівками. Їх розселили у наметовому містечку, що розташовувалось у східній частині міста. Люди були невдоволені систематичними перебоями з постачанням питної води та продовольством, відсутністю нормального житла, поганими умовами праці тощо. Так, 1959 року на будівництві працювали понад 25 тисяч осіб, вирішення соціально-побутових проблем яких партійні функціонери ігнорували.
15 липня 1957 року на будівництво прибула група будівельників — громадян Народної Республіки Болгарії, яким одразу ж було надано всі умови, яких не мали радянські робітники. Керівництво пояснювало це тим, що іноземних гостей не можна оселяти в наметовому містечку.
1 серпня 1959 року радянські будівельники прийшли на сніданок, але їх попрохали почекати, доки не доїдять болгари. Це спричинило хвилю обурення. Робітники відмовились виходити на роботу й почали громити околиці.

## Перебіг подій
Кілька сотень повстанців розгромили їдальню, потім найближчий універмаг і крамниці, після чого зайнялись мародерством. Керівництво міста відрядило на місце заворушень солдат, але ті відмовились стріляти у неозброєних людей.
Безвладдя й анархія тривали близько 3 днів, після чого до Темиртау було введено війська, серед яких були курсанти місцевих військових училищ. Командири підрозділів наказали повстанцям розійтись, але ті відмовились. Тоді солдати й курсанти відкрили по них вогонь. У ніч проти 4 серпня 1959 року заколот було цілковито придушено, солдати та співробітники правоохоронних органів Казахської РСР провели масові арешти. За деякими даними, з будівництва втекли кілька тисяч учасників повстання, згодом у казахстанському степу впродовж тривалого часу знаходили кинуті втікачами транспортні засоби.

## Підсумки
Під час придушення масових заворушень, за офіційними даними, було вбито 11 осіб, ще 32 зазнали поранень. Близько 190 осіб були заарештовані, після короткого з'ясування більшість відпустили, проти 42 затриманих було порушено кримінальні справи, п'ятьох було засуджено відкритим показовим судом за статтями 14 (бандитизм) і 16 (масові заворушення) до смертної кари шляхом розстрілу. У подальшому звинувачення в бандитизмі було знято. Ще двом страту замінили на 15 років в'язниці.
Серед військовослужбовців та працівників міліції, які брали участь у придушенні повстання, 109 солдатів та офіцерів зазнали поранень, в тому числі 32 — з вогнепальної зброї.
5 серпня 1959 року до Теміртау прибув Леонід Брежнєв, на той час секретар ЦК КПРС, як колишній перший секретар Центрального комітету Компартії Казахської РСР, що курирував справи в республіці. Брежнєв влаштував рознос місцевому партійно-господарському активу, виключив з партії та звільнив багатьох міліціонерів і чиновників.
Вже за тиждень повстанці вийшли на роботу. Вони відновили ними ж зруйновані вулиці й будівлі. Робітникам надали нормальні умови, а болгарські будівельники назавжди залишили Темиртау.
Зрештою, було знято з посади й виключено з лав партії першого секретаря Карагандинського обкому КП Казахстану Павла Ісаєва. 19 січня 1960 року перший секретар ЦК КП Казахстану Микола Бєляєв був переведений з пониженням на пост першого секретаря Ставропольського крайкому КПРС. За кілька місяців його відправили на пенсію.